# Għasri
Għasri a máltai Gozo legkisebb népességű helyi tanácsa. Lakossága 417 fő (2005). Neve talán arab eredetű, az għasar olajsajtoló-helyet jelezhet. Más elméletek szerint a területet uraló arab neve lehetett. Külterülete Ta' Għammar.

## Története
A környéken dolgozó földművesek lakhelyeként alakult ki. Wied ta' Felicinél föníciai sírok vannak. Az 1667-es összeírásban Żebbuġ községgel együtt szerepel, Hasri néven, ekkor a két településnek 64 háztartásban 280 lakosa volt. 1857-ben készült el a világítótorony a Ta' Ġurdan-dombon. Temploma 1903 és 1916 között épült, tervezője a helyi plébános, Ġuzepp Diacono volt. 1921. decembere óta önálló egyházközség. 1928-ban Lorenzo Żammit Haber (1876 – 1959) báró javaslatára megalkották címerét és mottóját. A második világháború idején a világítótorony radarként működött. 1962 óta elektromos fénnyel működik. 1993 óta Málta helyi tanácsainak egyike. A világítótornyot ma a haditengerészet és az egyetem is használja.

## Önkormányzata
Għasrit az öttagú helyi tanács irányítja. Jelenlegi, hetedik tanácsát 2013 március 9-én választották meg, 3 nemzeti párti és 2 munkáspárti képviselőből áll.
Polgármesterei:
- Rita Cutajar (1993-1996)
- Emanuel Mintoff (1996-1999)
- Carmen Grech (1999-2002)
- Andrew Vella (2002-)

## Nevezetességei

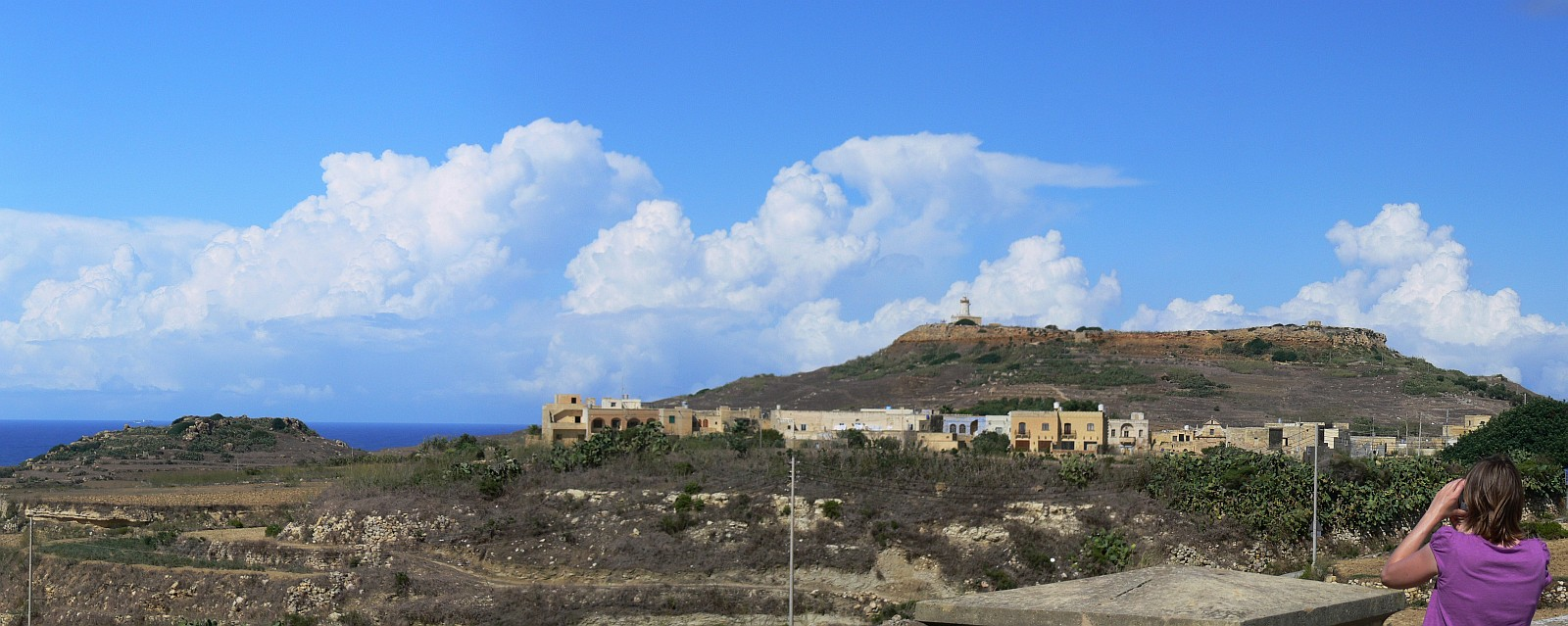
A Ta' Ġurdan domb a Ta' Pinu templom felől, előtérben Ta' Għammar házai

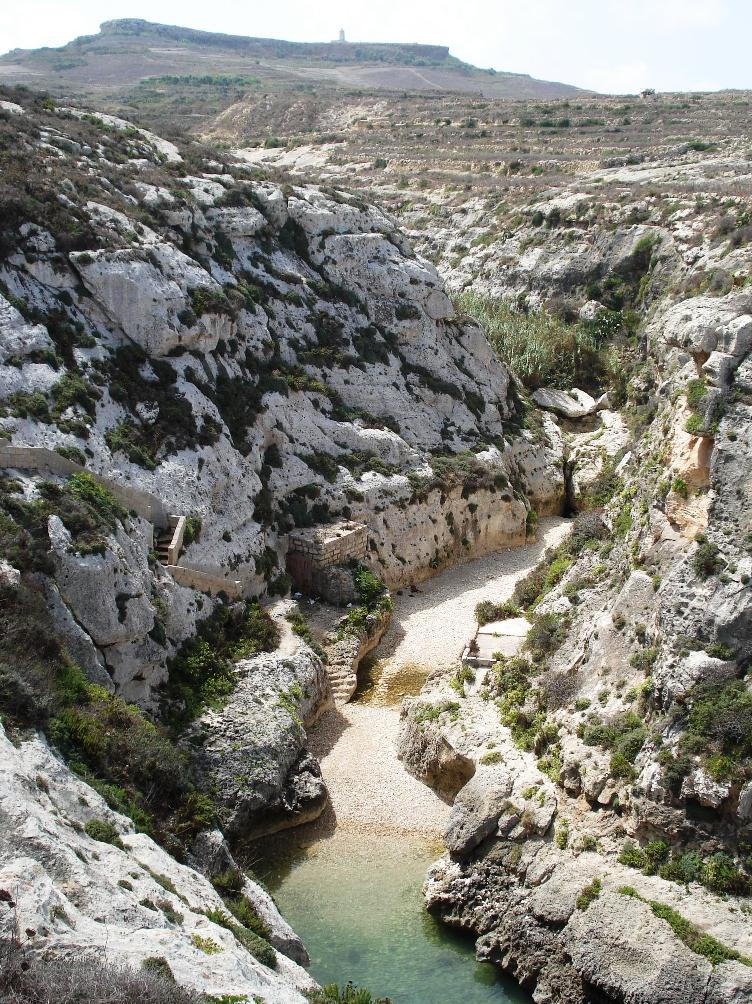
Wied il-Għasri

- A Ta' Ġurdan-világítótorony: 180 méterrel emelkedik a tenger fölé, fénye 50 km-ről látszik. Sir William Reid kormányzó avatta fel 1857-ben. Kezdetben olajjal, majd kerozinégőkkel, végül elektromos árammal világított. Emellett radar és légkörfigyelő állomás is működik benne. A domb panorámája miatt kedvelt kirándulóhely.
- Wied il-Għasri völgye: kedvelt gyalogos és kerékpáros kirándulóhely, főként télen és tavasszal. A völgy végében kis strand várja a fürdőzőket és a merülni vágyókat.
- Szűz Mária-kápolna (Santa Marija): hosszú ideig Gozo egyetlen felszentelt kápolnája volt
- Szent Publius-kápolna(San Publiju): 1850 és 1852 között épült

## Sport
Egyetlen sportegyesülete az Għasri Wolves Football Club, amely nemrég óta működik, és a 13 év alattiak korosztályában versenyez.

## Közlekedése
Autóval Rabat felől a Għarbba vezető útról jobbra letérve lehet elérni. A rabati buszpályaudvarról a 308-as busz jár erre.